# Audi Coupé B3
Audi Coupé B3 (type 89) var en sportscoupéudgave af Audi 80 B3. Bilen var i produktion mellem efteråret 1988 og slutningen af 1996.

## Modelhistorie
Den anden generation af Audi Coupé var baseret på den i august 1986 introducerede Audi 80 B3, men var i modsætning til forgængeren en komplet selvstændig udvikling med optiske træk fra Audi 80. Den også her benyttede store bagklap var hængslet i taget, bagsædet kunne klappes frem, læssekanten lå oven over baglygterne og de modificerede kofangere var lakeret i bilens farve. På basis af disse træk opstod senere den første Audi Cabriolet.
- Audi S2 Coupé (1990–1996)
- Audi Coupé (1991–1996)
- Bagfra

I juli 1991 fik Audi Coupé et facelift, hvor fronten blev tilpasset den nye Audi 80 B4. Samtidig blev motorprogrammet ændret, så den 5-cylindrede 20V-motor udgik og blev afløst af den allerede i 1990 i Audi 100 C4 introducerede 2,8-liters V6-motor.
I juli 1994 udgik også den 5-cylindrede 2,3-litersmotor, som blev afløst af den allerede i 1992 introducerede 2,6-liters V6-motor. Kun den 5-cylindrede 20V-turbomotor i S2 fortsatte frem til produktionens afslutning i december 1996.

### Tidslinje
- 1988: Introduktion af Audi Coupé B3 med 2,3 E- og 2,0 20V-motorer. 2,0 20V fås ikke i Tyskland, da den ikke har katalysator.
- 1990: Introduktion af S2, allerede med optiske træk fra den senere introducerede Audi 80 B4.
- 1991: Facelift til Coupé i juli med optik fra S2, dog uden dennes kofangere, som først kom i modelåret 1993. Introduktion af 2,8 V6 i september.
- 1992: Introduktion af 2,6 V6 i august.
- 1994: Indstilling af 2,3 E i juli.
- 1996: Indstilling af hele Audi Coupé-serien i december. Efterfølgeren Audi A5 kom først på markedet i 2007.

## Modelvarianter

### Modelbetegnelser
- Audi Coupé 1,8 (kun eksport)
- Audi Coupé 2,0E
- Audi Coupé 2,2E (kun eksport)
- Audi Coupé 2,3E
- Audi Coupé 2,6E
- Audi Coupé 2,8E
- Audi Coupé 16V
- Audi Coupé 20V
- Audi Coupé S2

### Motorer/præstationer
| Model              | Motorkode | Cylindre | Slagvolume cm³ | Max. effekt kW (hk)   | 0-100 km/t sek. | Topfart km/t | Byggeår           |
| ------------------ | --------- | -------- | -------------- | --------------------- | --------------- | ------------ | ----------------- |
| Coupé 2,0 E        | 3A        | 4        | 1984           | 83 (113)              | 10,9            | 196 (190)    | 5/1989 − 3/1990   |
| Coupé 2,0 E        | AAD / ABK | 4        | 1984           | 85 (115)              | 10,9            | 196 (190)    | 5/1989 − 12/1996  |
| Coupé 2,3 E        | NG        | 5        | 2309           | 98 (133) / 100 (136)  | 9,2             | 206 (200)    | 10/1988 − 7/1994  |
| Coupé 16V          | ACE       | 4        | 1984           | 103 (140)             | 9,4             | 208          | 8/1992 − 12/1996  |
| Coupé 2,6 E        | ABC       | 6        | 2598           | 110 (150)             | 9,3             | 215 (210)    | 8/1992 − 12/1995  |
| Coupé 20V          | NM        | 5        | 1994           | 117 (159)             | 8,9             | 215          | 8/1989 − 7/1991   |
| Coupé 20V          | 7A        | 5        | 2309           | 125 (170) / 123 (167) | 8,6             | 220          | 11/1988 − 12/1996 |
| Coupé 2,8 E        | AAH       | 6        | 2771           | 128 (174)             | 8,4             | 222 (220)    | 9/1991 − 12/1995  |
| Coupé S2 (quattro) | 3B        | 5        | 2226           | 162 (220)             | 6,1             | 248          | 9/1990 − 9/1992   |
| Coupé S2 (quattro) | ABY       | 5        | 2226           | 169 (230)             | 5,9             | 248          | 10/1992 − 12/1995 |
| 1.                 |           |          |                |                       |                 |              |                   |

- Fra modelåret 1990 blev NG- og 7A-motorerne modificeret, så effekten faldt med 3 hk.
- Topfart med automatgear i parentes.
- Acceleration fra 0 til 100 km/t med 7A- og AAH-motor med quattro ca. 0,2 sek. hurtigere, i alle versioner med automatgear ca. 2 sek. langsommere.

### Drivlinie
- Audi Coupé B3 havde som standard forhjulstræk og femtrins manuel gearkasse, mens modellerne 2,0 E, 2,3 E, 2,3 20V, 2,8E som ekstraudstyr kunne fås med firetrins automatgear (2,0E med 3A/AAD-motor kun tre gear), og modellerne 2,3 E, 16V, 20V, 2,6 E og 2,8 E med quattro-firehjulstræk.
- Coupé S2 fandtes kun med quattro-firehjulstræk, hvor modellen med ABY-motor havde seks gear.